# ゴネシア (小惑星)
ゴネシア(1177 Gonnessia)は、小惑星帯外側領域の背景集団にある暗い小惑星で、直径は約99 kmである。1930年11月24日にフランスの天文学者ルイ・ボワイエがアルジェリアのアルジェ天文台で発見し、天文学者フランソワ・ゴネシアの名前に因んで命名された。

## 軌道と分類
ゴネシアは、既存のどの小惑星族にも属さない。太陽から3.2-3.5 AUの軌道を約6年2か月（2238日）かけて公転する。軌道離心率は0.03、黄道に対する軌道傾斜角は15°である。
1923年9月にシメイズ天文台でA923 ROとして初めて観測された。観測弧は、アルジェでの公式な発見より3週間後のケーニッヒシュトゥール天文台で始まっている。

## 物理的性質
トーレンの分類では、ゴネシアは異常なスペクトルを持つ小惑星（XFU）に分類される 。また、パンスターズの測光観測では、X型小惑星に分類される。

### 光度曲線
2002年以降、いくつかの光度曲線が得られた。最も精度が高かった測光観測は、2020年にアメリカ合衆国のアマチュア天文学者ロバート・スティーブンスがカリフォルニア州のGoat Mountain Astronomical Research Stationとサンタナ天文台で行ったものである。光度曲線の分析により、30.51時間で0.10等級の光度変化という結果が得られ、球形であることを示唆していた。ブライアン・ワーナーによる以前のスパースな観測では、より長い82時間という周期が得られていた。低速自転星ではないが、ゴネシアの自転速度は大部分の小惑星と比べてかなり遅い。

### 直径とアルベド
IRASや日本のあかり、また広視野赤外線探査機(WISE)のNEOWISEミッションにより行われたサーベイによると、ゴネシアの直径は91.98-104.63 km、表面アルベドは0.03-0.040と測定された。
Collaborative Asteroid Lightcurve Link (CALL)では、IRASによる測定結果を採用し、アルベドを0.0398、直径を91.98 kmとしている。また、ペトル・プラヴェツがWISEを元に修正した絶対等級9.24も採用している。

## 命名
この小惑星は、彗星の観測者、小惑星の発見者である天文学者のフランソワ・ゴネシア（1856年-1934年）の名前に因んで命名された。ゴネシアは、この小惑星が発見されたアルジェ天文台の台長やエクアドルのキト天文台の台長を務めた。公式な命名は、1955年のポール・ハーゲットのThe Names of the Minor Planetsで公表された。